# Бахрабад
Бахрабад — газове родовище на сході Бангладеш.
Родовище відноситься до Бенгальського нафтогазоносного басейну. Поклади вуглеводнів пов'язані із пісковиками міоцену та пліоцену. На Бахрабаді виявлено чотири продуктивні зони, які залягають на глибинах від 1826 до 2144 метра.
Газ родовища містить в основному метан (93,7 %), а також етан (3,8 %), пропан (0,8 %), бутани (0,4 %). Невуглеводневі компоненти (азот, двоокис вуглецю) становлять 1,1 %.
Родовище відкрили у 1969 році, а видобуток тут почався в першій половині 1980-х. Станом на 2019 рік на Бахрабаді пробурили 10 свердловин, 7 з яких знаходились у експлуатації. При цьому видобувні запаси (категорії 2Р — доведені та ймовірні) оцінювались у 34,8 млрд м3, з яких 23,7 млрд м3 вже були вилучені. В 2019-му середньодобовий видобуток тут становив 1,9 млн м3 газу та 40 барелів конденсату.
Видачу продукції родовища організували по трубопроводам Бахрабад – Читтагонг (введений в дію у 1982) та Бахрабад – Дакка (1985).